# 下鴨西通
下鴨西通（しもがもにしどおり）は京都市左京区の南北の通りの一つ。出町橋の東詰から、賀茂川の東岸を北へ京都府立植物園正門まで。一筋東の下鴨中通の北大路通から御蔭通と異なり、対面通行可能である。沿道は住宅街で、京都財界の著名人が居を構えたこともあった。
1923年（大正12年）から1974年（昭和49年）までの間、京都市立下鴨小学校の南側に下加茂撮影所（松竹→京都映画）があった。

## 沿道の主な施設
- 京都家庭裁判所 葵橋東詰
- 京都市立下鴨小学校
- 京都府立植物園